# Baldwin City
Baldwin City is een plaats (city) in de Amerikaanse staat Kansas, en valt bestuurlijk gezien onder Douglas County.

## Demografie
Bij de volkstelling in 2000 werd het aantal inwoners vastgesteld op 3400.
In 2006 is het aantal inwoners door het United States Census Bureau geschat op 4145, een stijging van 745 (21,9%).

## Geografie
Volgens het United States Census Bureau beslaat de plaats een oppervlakte van
5,6 km², geheel bestaande uit land. Baldwin City ligt op ongeveer 273 m boven zeeniveau.

## Plaatsen in de nabije omgeving
De onderstaande figuur toont nabijgelegen plaatsen in een straal van 24 km rond Baldwin City.